# Gimena Mansilla
Gimena Mansilla (San Miguel de Tucumán, 28 de septiembre de 1989) es Técnica en Recursos Humanos y una política argentina, Intendenta de Aguilares por la provincia de Tucumán desde el 28 de octubre de 2023, sucediendo a su madre Elia Marina Fernández de Mansilla.

## Biografía
Nació en San Miguel de Tucumán en septiembre de 1989, siendo la hija mayor de los políticos Sergio Francisco Mansilla y  Elia Fernández. Ingresó a la política en 2023 postulándose a Intendenta de Aguilares, cargo que ya habían ocupado sus padres, finalmente siendo electa con el 57,45% de votos en las Elecciones provinciales de Tucumán de 2023.
Se convirtió en la Intendenta más joven de la Provincia de Tucumán al ser electa a sus 33 años. 
Mansilla desfiló en una comparsa durante un carnaval en Aguilares el 5 de febrero de 2025 lo que generó críticas de la oposición .

## Historial electoral
| Año  | Candidatura              | Coalición política | Elección                                   | Votos  | Porcentaje       | Resultado |
| ---- | ------------------------ | ------------------ | ------------------------------------------ | ------ | ---------------- | --------- |
| 2023 | Intendenta de Aguilares. |                    | Elecciones provinciales de Tucumán de 2023 | 16 476 | \| \| 57.45 % \| | Electa    |
|      | 57.45 %                  |                    |                                            |        |                  |           |